# Jeanne de Savoie (duchesse de Bretagne)
Pour les articles homonymes, voir Jeanne de Savoie (homonymie).

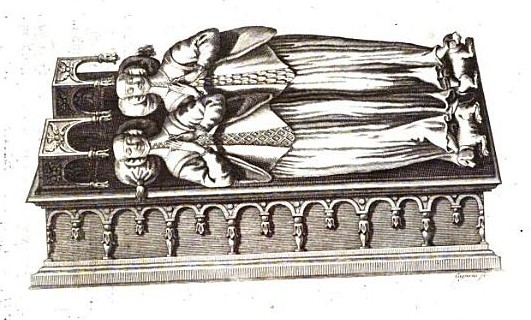
Dessin des gisants de Jeanne de Savoie et Blanche de Bourgogne.

Jeanne de Savoie, morte à Vincennes le 29 juin 1344, est une noble issue de la maison de Savoie, qui par mariage devient duchesse de Bretagne de 1330 à 1341, et est prétendante au comté de Savoie de 1329 à 1339.

## Biographie
Jeanne de Savoie est la fille unique du comte Édouard de Savoie et de Blanche de Bourgogne. Sa date de naissance est inconnue. L'année de 1310 est donnée comme point de repère.
Nièce par alliance du roi Philippe VI de France, elle épouse le 21 mars 1329, à Chartres, après l'obtention d'une dispense pour parenté et affinité au troisième degré, le duc Jean III de Bretagne, comte de Richmond, veuf de ses deux premières épouses. Elle reçoit de son époux les seigneuries de Chailly et de Longjumeau (1334), la vicomté de Limoges (1339).
Peu de temps après à la mort de son père, elle revendique le comté de Savoie comme fille unique du de cujus. Soutenu par son époux, elle doit alors engager un conflit avec son oncle Aymon de Savoie soutenu par les États Généraux de Savoie qui avaient déclaré « que les États de Savoie ne tombaient pas de lance en quenouille ».
Le pape Jean XXII tente d'apaiser le conflit et après la mort au combat en 1333 de Guigues VIII de Viennois, dauphin de Viennois, allié de Jeanne, un accord est conclu par l'entremise du roi de France le 22 novembre 1339. Jeanne abandonne ses droits contre une rente de 6 000 livres tournois. Plus tard le pape Clément VI invite encore le roi à rétablir la paix entre la duchesse de Bretagne et le fils d'Aymon, le tout jeune comte Amédée.
Après la mort en 1341 de Jean III de Bretagne à qui elle n'a pas donné d'enfant, Jeanne de Savoie vit retirée à la cour de France où elle meurt en 1344, après avoir transmis ses droits à son héritier, son cousin germain Philippe d'Orléans.
Elle meurt le 29 juin 1344, au bois de Vincennes. Son corps est inhumé dans l'église des Cordeliers de Dijon.